# Amphichroum
Amphichroum — род стафилинид из подсемейства Omaliinae.

## Описание
Голова посередине с двумя глубокими продольными бороздками, под глазами с продольной каёмкой.

## Систематика
К роду относятся:
- вид: Amphichroum albanicum Bernhauer, 1936
- вид: Amphichroum canaliculatum (Erichson, 1840)
- вид: Amphichroum hirtellum Heer, 1839